# نزير كاراب
نزير كاراب (بالتركية: Nezir Karap) (مواليد 2 يناير 1994) هو سبّاح تركي، مثّل بلاده في الألعاب الأولمبية الصيفية 2016.

## روابط خارجية
نزير كاراب على موقع الاتحاد الدولي للسباحة (الإنجليزية)
- نزير كاراب على موقع اللجنة الأولمبية الدولية (الإنجليزية)
- نزير كاراب على موقع أوليمبيديا (الإنجليزية)
- نزير كاراب على موقع اللجنة الأولمبية التركية (التركية)